# Chiesa di Sant'Andrea (Primiero San Martino di Castrozza)
La chiesa di Sant'Andrea, anche ricordata come chiesa dei Santi Andrea, Valentino e Lucano, è la parrocchiale di Siror, frazione del comune sparso di Primiero San Martino di Castrozza in Trentino. Fa parte della zona pastorale della Valsugana e di Primiero nell'arcidiocesi di Trento e risale al XIV secolo.

## Storia

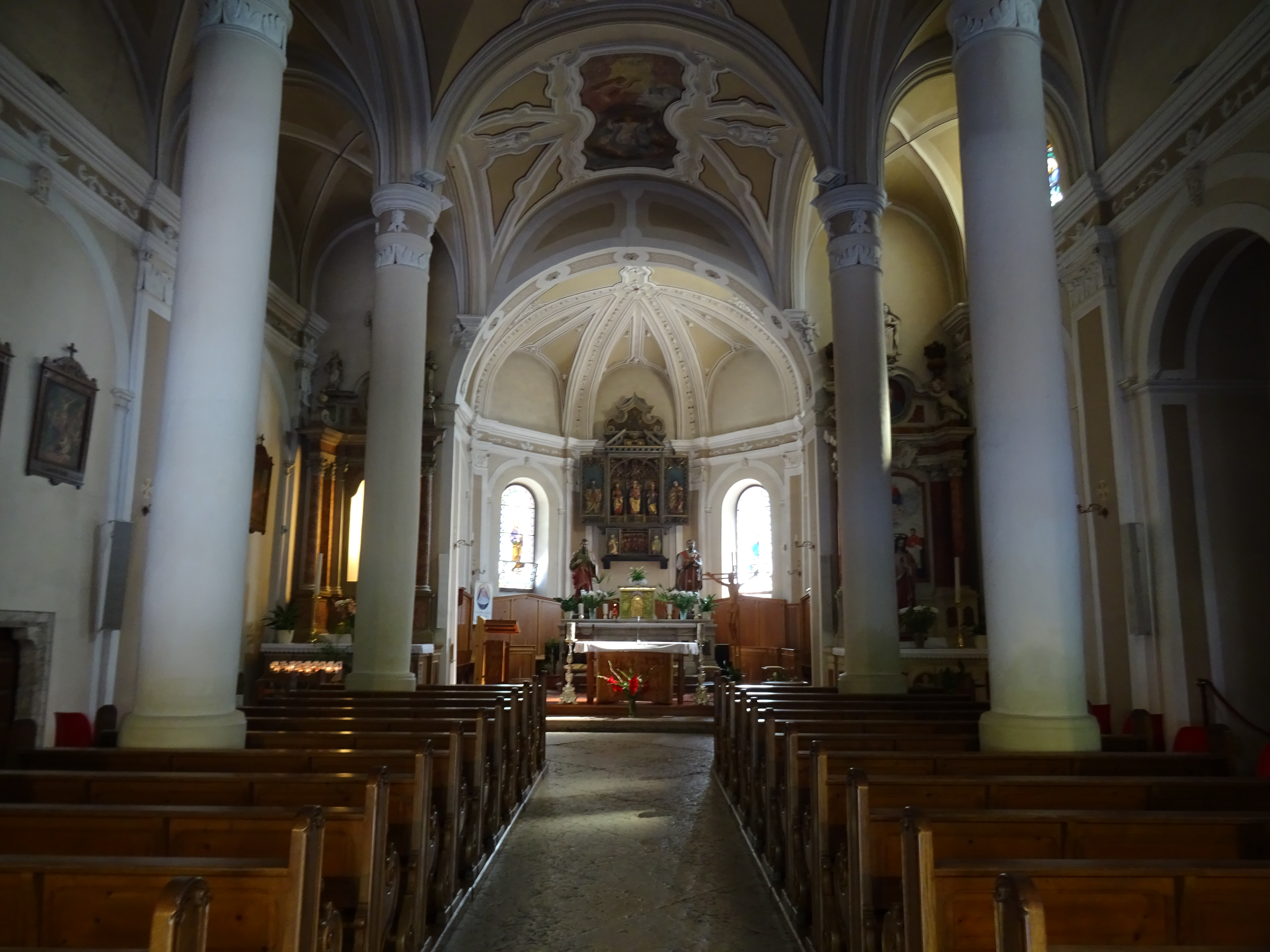
Interno

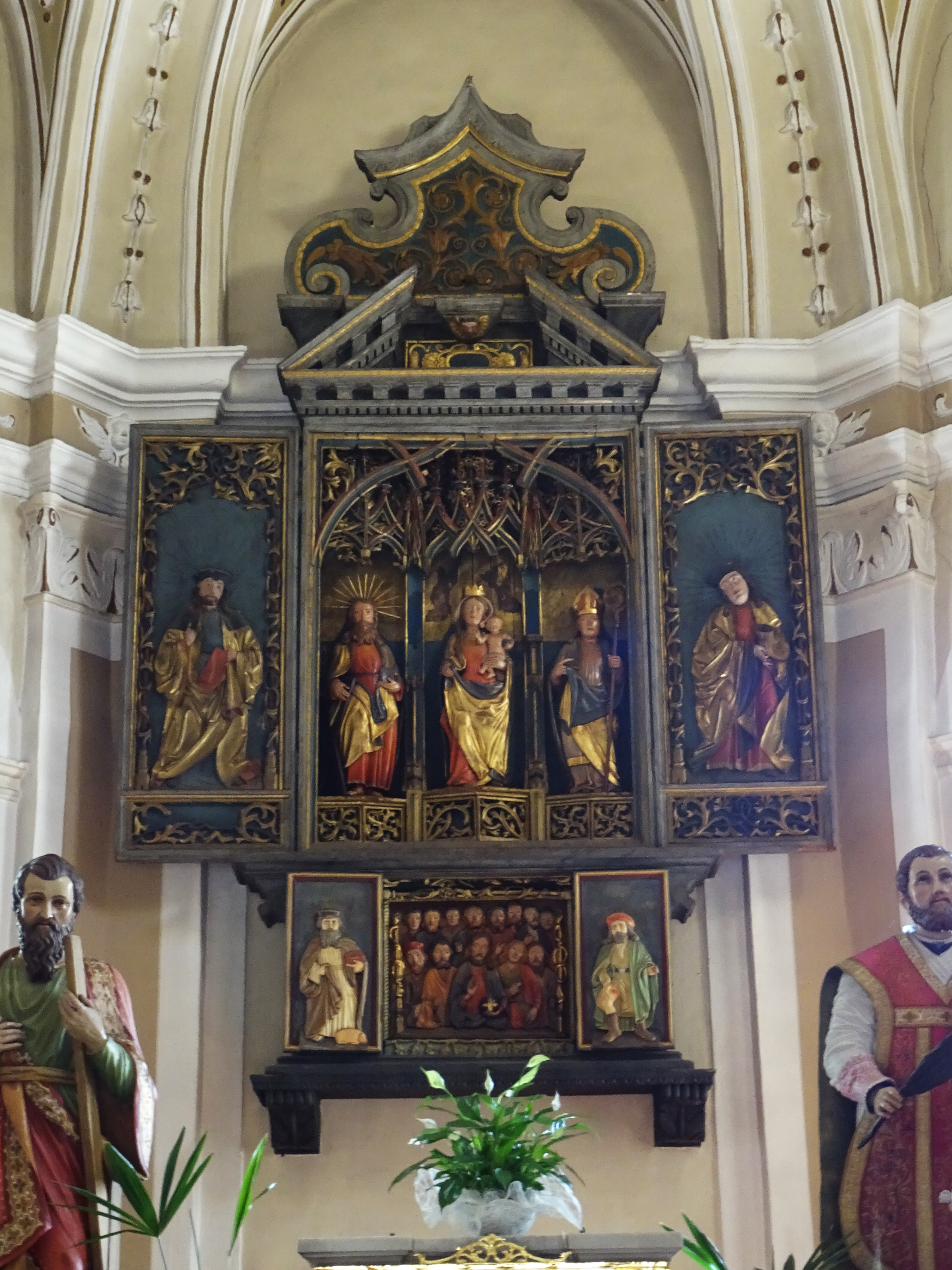
Altare a portelle

La prima citazione del luogo di culto di Siror si trova su documenti del 1321. La solenne consacrazione venne celebrata il 19 ottobre 1345 ma oltre un secolo più tardi il primitivo edificio venne completamente riedificato con la sola eccezione della torre campanaria. I lavori vennero affidati a maestranze provenienti da Como e il nuovo tempio venne poi consacrato nel 1515 dal vescovo suffraganeo Michele Iorba.
Nel 1708 venne elevata a dignità di espositura della pieve di Primiero, la chiesa di Santa Maria Assunta. A partire dal 1710 venne nuovamente aperto il cantiere per la sua ricostruzione che fu ultimata nel 1724 con le decorazioni degli interni arricchite di stucchi. Ancora una volta venne mantenuta la torre campanaria originale che, nel 1738 e poi nel 1756, venne ristrutturata ed elevata. Nel 1769 la rinnovata chiesa fu consacrata dal vescovo di Feltre Andrea Antonio Silverio Minucci.
Entro il secolo venne posizionato il portale sul fianco della chiesa e fu rifatta la pavimentazione della sala. Venne elevata a dignità di chiesa parrocchiale indipendente il 12 novembre 1926. A partire dagli ultimi anni ottanta sono iniziati nuovi interventi di restauro conservativo.
Il lavoro di adeguamento liturgico, iniziato nel 1966, venne ultimato e reso permanente nel 1992.  Al centro del presbiterio è stata posta la mensa rivolta al popolo mentre l'altare maggiore storico è stato mantenuto per la custodia eucaristica è stata mantenuta nel suo tabernacolo originale. Le balaustre sono state rimosse. Il fonte battesimale storico è stato spostato in avanti, nella cappella laterale a destra.

## Descrizione

### Esterni
Il luogo di culto si trova in posizione elevata su uno spiazzo rinforzato da un muraglione a difesa ed è leggermente decentrata rispetto all'abitato di Siror. Mostra tradizionale orientamento verso est. La facciata a capanna con due ripidi spioventi è in stile neogotico con portale incorniciato da elementi lapidei che si concludono con un arco a tutto sesto. Sopra, in asse, si trova una finestra a lunetta cieca affiancata da altre due  finestre lunettate con vetri e in alto una grande finestra rotonda porta luce alla sala. La torre campanaria si trova in posizione arretrata sulla destra e staccata dal corpo della chiesa. La cella si apre con quattro grandi finestre a monofora e la copertura è una piccola cupola in metallo.

### Interni
La sala interna è suddivisa in tre navate. Il presbiterio è leggermente rialzato. L'altare maggiore marmoreo storico, opera di Pietro Demartin da Predazzo, risale al 1885 e nella parte absidale si conserva un pregevole trittico gotico di scuola bolzanina dell'inizio del XVI secolo. Nella sala sono conservate statue lignee raffiguranti Sant'Andrea, la Madonna e San Lucano. Nella cantoria in controfacciata l'organo a canne è stato costruito dai Lingiardi di Bassano del Grappa.